# Tennistoernooi van Rome 1990
|                                      |  |                                       |
| Thomas Muster, winnaar bij de mannen |  | Monica Seles, winnares bij de vrouwen |

Het tennistoernooi van Rome van 1990 werd van 7 tot en met 21 mei 1990 gespeeld op de gravelbanen van het Foro Italico in de Italiaanse hoofdstad Rome. De officiële naam van het toernooi was Italian Open.
Het toernooi bestond uit twee delen:
- ATP-toernooi van Rome 1990, het toernooi voor de mannen, van 14 tot en met 21 mei
- WTA-toernooi van Rome 1990, het toernooi voor de vrouwen, van 7 tot en met 13 mei

ATP-toernooi van Rome – WTA-toernooi van Rome

1990 · 1991 · 1992 · 1993 · 1994 · 1995 · 1996 · 1997 · 1998 · 1999 · 2000 · 2001 · 2002 · 2003 · 2004 · 2005 · 2006 · 2007 · 2008 · 2009 · 2010 · 2011 · 2012 · 2013 · 2014 · 2015 · 2016 · 2017 · 2018 · 2019 · 2020 · 2021 · 2022 · 2023 · 2024